# پروژه انتقال آب جنوب به شمال چین

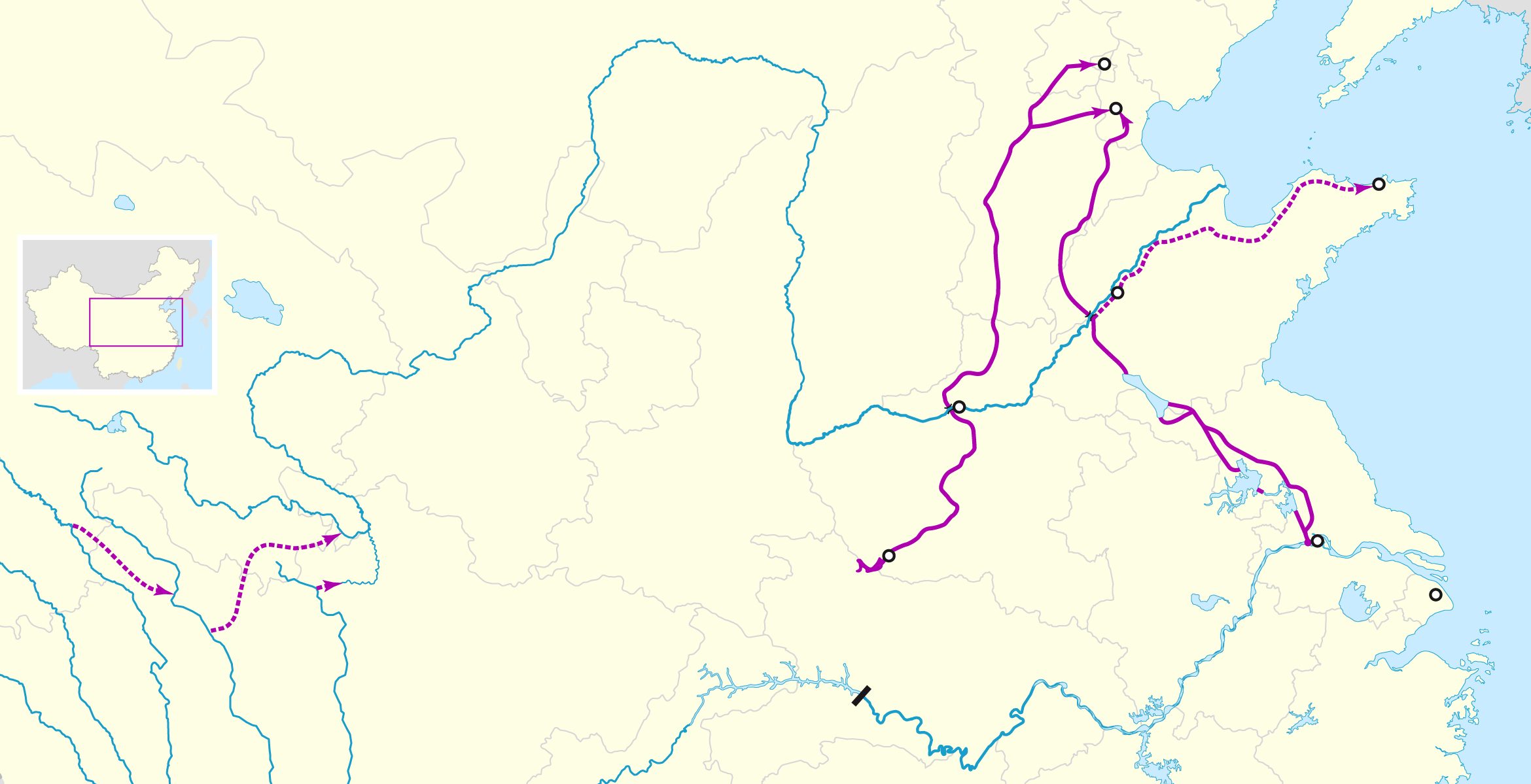
نقشه پروژه انتقال آب جنوب به شمال در چین

پروژه انتقال آب از جنوب به شمال، که به عنوان پروژه انحراف آب از جنوب به شمال نیز شناخته می‌شود، یک ابر پروژه زیرساختی چند دهه‌ای در چین است. این پروژه در نهایت قصد دارد سالانه ۴۴٫۸ میلیارد متر مکعب آب شیرین را از رودخانه یانگ تسه در جنوب چین به مناطق شمالی آن که خشک‌تر و صنعتی‌تر است، از طریق سه سیستم کانال انتقال دهد:
- مسیر شرقی از طریق مسیر آبراه بزرگ چین.
- مسیر مرکزی از قسمت بالایی رودخانه هان (یکی از شاخه‌های رودخانه یانگ تسه) از طریق قنات بزرگ به پکن و تیانجین.
- مسیر غربی که از سه شاخه رودخانه یانگ تسه در نزدیکی کوه بایانکالا به استان‌هایی مانند چینگهای، گانسو، شانشی، شانکسی، مغولستان داخلی و نینگ شیا عبور می‌کند.[۳]

مائو تسه تونگ ایده یک پروژه مهندسی انبوه را به عنوان پاسخی به مشکلات آب چین در اوایل سال ۱۹۵۲ مورد بحث قرار داد. گزارش شده که او گفته: «آب زیادی در جنوب وجود دارد، اما در شمال نه. اگر ممکن باشد، مقداری آب قرض بگیرید خیلی خوب خواهد بود.» ساخت و ساز در سال ۲۰۰۳ آغاز شد.
تا سال ۲۰۱۴، بیش از ۷۹ میلیارد دلار برای آن هزینه شده بود که آن را به یکی از جاه طلبانه‌ترین و گران‌ترین پروژه‌های مهندسی در تاریخ بشر تبدیل کرد.

## تأمین مالی
در سال ۲۰۰۸، هزینه ساخت مسیرهای شرقی و مرکزی ۲۵۴٫۶ میلیارد یوان (۳۷٫۴۴ میلیارد دلار) برآورد شد. دولت تنها ۵۳٫۸۷ میلیارد یوان (۷٫۹ میلیارد دلار) از آن را تأمین کرد، یعنی کمتر از یک چهارم کل هزینه برآورد شده در آن زمان. این تأمین بودجه شامل ۲۶ میلیارد یوان از دولت مرکزی و حساب‌های ویژه، ۸ میلیارد یوان از دولت‌های محلی و تقریباً ۲۰ میلیارد یوان وام بود. تا سال ۲۰۰۸، حدود ۳۰ میلیارد یوان برای ساخت مسیرهای شرقی (۵٫۶۶ میلیارد یوان) و مسیرهای مرکزی (۲۴٫۸۲ میلیارد یوان) هزینه شده‌است. هزینه‌های پروژه‌ها به میزان قابل توجهی افزایش یافته‌است.

## مسیر شرق
پروژه مسیر شرقی (ERP) شامل ارتقای آبراه بزرگ چین است و برای منحرف کردن بخشی از جریان کل رودخانه یانگ تسه به شمال چین از آن استفاده خواهد شد. به گفته هیدرولوژیست‌های چینی، کل جریان یانگ تسه در نقطه تخلیه آن به دریای چین شرقی، به طور متوسط ۹۵۶ کیلومتر مکعب در سال است. جریان سالانه حتی در خشک‌ترین سال‌ها از حدود ۶۰۰ کیلومتر مکعب در سال پایین‌تر نمی‌آید.
آب رودخانه یانگ تسه به کانال جیانگدو کشیده می‌شود، جایی که در دهه ۱۹۸۰ یک ایستگاه پمپاژ غول‌پیکر ۴۰۰ متر مکعب بر ثانیه (۱۲٫۶ میلیارد متر مکعب در سال در صورت کار مداوم) ساخته شد. سپس آب توسط ایستگاه‌هایی در امتداد کانال بزرگ و از طریق یک تونل در زیر رودخانه زرد و پایین یک قنات به مخازن نزدیک تیانجین پمپاژ می‌شود. ساخت و ساز در مسیر شرقی به طور رسمی در ۲۷ دسامبر ۲۰۰۲ آغاز شد و انتظار می‌رفت که آب تا سال ۲۰۱۳ به تیانجین برسد. با این حال، علاوه بر تأخیر در ساخت و ساز، آلودگی آب بر میزان زیست‌پذیری مسیر تأثیر گذاشته‌است. در ابتدا انتظار می‌رفت این مسیر برای استان‌های شاندونگ، جیانگ‌سو و هبی آب تأمین کند و عملیات آزمایشی در اواسط سال ۲۰۱۳ آغاز شود. ورود آب به شاندونگ در سال ۲۰۱۴ آغاز شد و پیش‌بینی می‌شود در سال ۲۰۱۸ یک میلیارد متر مکعب آب انتقال یابد.
در اکتبر ۲۰۱۷ آب به تیانجین رسید. انتظار می‌رود که تیانجین ۱ میلیارد متر مکعب در سال آب دریافت کند. قرار نیست مسیر شرقی پکن را تأمین کند و قرار است پکن از مسیر مرکزی تأمین شود.
طول خط تکمیل شده کمی بیش از ۱۱۵۲ کیلومتر خواهد بود و به ۲۳ ایستگاه پمپاژ با ظرفیت ۴۵۴ مگاوات مجهز است.
یکی از عناصر مهم مسیر شرقی، گذرگاه تونلی در زیر رودخانه زرد، در مرز شهرستان‌های دونگپینگ و دانگی در استان شاندونگ خواهد بود. این گذرگاه شامل دو تونل افقی به قطر ۹٫۳ متر است که در ۷۰ متری زیر بستر رودخانه زرد قرار دارد.
با توجه به توپوگرافی دشت یانگ تسه و دشت شمال چین، برای بالا بردن آب از یانگ‌تسه به گذرگاه رودخانه زرد نیاز به ایستگاه‌های پمپاژ خواهد بود. کمی جلوتر در شمال، آب در یک مجرای آب به سمت پایین در جریان خواهد بود.

## مسیر مرکزی
مسیر مرکزی یا میانی از مخزن دانجیانگکو در رودخانه هان، شاخه‌ای از رودخانه یانگ تسه، به پکن می‌رود. این پروژه شامل افزایش ارتفاع سد دانجیانگکو با افزایش ارتفاع تاج سد از ۱۶۲ متر به ۱۷۶٫۶ متر از سطح دریا بود. این اضافه شدن به ارتفاع سد باعث شد تا سطح آب در مخزن از ۱۵۷ متر به ۱۷۰ متر از سطح دریا برسد، و این افزایش ارتفاع باعث شد که جریان به داخل کانال انحراف آب سرازیر شده و شروع به حرکت در کانال کند.
مسیر میانی که در زبان عامیانه به عنوان کانال بزرگ نیز شناخته می‌شود، در دشت شمالی چین و در سراسر آن ساخته شده‌است. کانال به گونه‌ای ساخته شده‌است که گرانش زمین، آب را از مخزن دانجیانگکو تا پکن بدون نیاز به ایستگاه‌های پمپاژ می‌راند. بزرگترین چالش مهندسی این مسیر، ساخت دو تونل در زیر رودخانه زرد برای عبور دادن جریان کانال بود. ساخت و ساز در مسیر مرکزی در سال ۲۰۰۴ آغاز شد. در سال ۲۰۰۸، امتداد شمالی مسیر مرکزی به طول ۳۰۷ کیلومتر با هزینه ۲ میلیارد دلار تکمیل شد. آب در آن بخش از کانال نه از رودخانه هان بلکه از مخازن در استان هبی در جنوب پکن می‌آید. کشاورزان و صنایع در هبی مجبور شدند مصرف آب را کاهش دهند تا آب به پکن منتقل شود.
انتظار می‌رفت کل پروژه در حدود سال ۲۰۱۰ تکمیل شود. تکمیل نهایی در سال ۲۰۱۴ بود تا امکان ساخت حفاظت‌های محیطی بیشتر در طول مسیر فراهم شود. یکی از مشکلات تأثیر این پروژه بر روی رودخانه هان، زیر سد دانجیانگکو بود که تقریباً یک سوم آب از آن منحرف می‌شود. یکی از راه حل‌های بلندمدت که در حال بررسی است، ساخت کانال دیگری برای هدایت آب از سد سه دره به مخزن دانجیانگکو است. در روز جمعه، ۱۲ دسامبر ۲۰۱۴، بخش میانی پروژه آب جنوب به شمال چین، بزرگترین پروژه انتقال آب جهان تا به امروز، افتتاح شد.
صنایع از استقرار در حوضه آبخیز مخزن، برای آشامیدنی بودن آب آن منع شده‌اند.

نمای ۳۶۰ درجه

## جنجال‌های پروژه
این پروژه مستلزم اسکان مجدد حداقل ۳۳۰۰۰۰ نفر در چین مرکزی بود. منتقدان هشدار داده‌اند که انحراف آب باعث آسیب زیست‌محیطی خواهد شد و برخی از روستاییان گفتند که مقامات آنها را مجبور به امضای توافقنامه برای نقل مکان کرده‌اند.
در تابستان ۲۰۱۳، شکایاتی از سوی پرورش دهندگان ماهی در دریاچه دانگ پینگ، در مسیر شرقی پروژه، در شاندونگ رسید و گزارش کردند که آب آلوده رودخانه یانگ تسه که وارد دریاچه می‌شود باعث مرگ ماهی‌های آنها شده‌است.
دانشمندان نگران این هستند که این پروژه تلفات تبخیر آب را افزایش دهد. میزان دقیق تلفات تبخیر مشخص نیست، اما ممکن است در آینده با انتقال آب بیشتر و افزایش سرعت جریان، بهبود یابد.